# Olivier Cadiot
Pour les articles homonymes, voir Cadiot.
 (août 2016).
Olivier Cadiot, né le 8 juillet 1956 à Boulogne-Billancourt, est un écrivain, poète, dramaturge et traducteur français.

## Biographie
Olivier Cadiot est l’auteur d’une œuvre poétique protéiforme[Interprétation personnelle ?]. Depuis les premiers ouvrages parus chez P.O.L jusqu’à l’écriture pour le théâtre auprès de Ludovic Lagarde, de livrets d’opéra pour Pascal Dusapin et la traduction de textes bibliques (Livre d'Osée, les Psaumes, le Cantique des Cantiques) ou enfin de Gertrude Stein.
Il se fait lui-même depuis plusieurs années le passeur de ses propres textes lors de lectures sur les scènes des centres dramatiques nationaux ou du théâtre de la Colline. Son écriture est fortement influencée par les avant-gardes littéraires du XXe siècle : Gertrude Stein, James Joyce, William Burroughs, entre autres. Comme nombre d’écrivains de sa génération il fut marqué par les séminaires de Roland Barthes. Son premier choc esthétique eut lieu à l’occasion de la lecture du poème Pour un Tombeau d’Anatole de Stéphane Mallarmé. Ainsi, manifeste-t-il dans son écriture le souci d’une invention formelle constante, faite de découpages, de brisures, de simultanéités. Il garde pourtant toujours en ligne de mire la volonté de « rendre simples des choses compliquées ».
Il fonde en 1993 avec Pierre Alferi la Revue de littérature générale qui aura deux opus,. Il a réalisé trois albums avec le guitariste et chanteur Rodolphe Burger. Il est, en juillet 2010, l'artiste associé du festival d'Avignon aux côtés de Christoph Marthaler.

## Œuvres

### Livre
- Une extraordinaire aventure – Une aventure extraordinaire, Orange Export Ltd., Malakoff, 1986
- L'Art poétic’, P.O.L, 1988  (ISBN 2-86744-555-8) (recueil de poésie)

- Roméo et Juliette, P.O.L, 1989  (ISBN 2-86744-162-5) (version poétique du livret d’opéra Roméo & Juliette)

- Série des aventures de Robinson : 
  - Futur, ancien, fugitif, P.O.L, 1993  (ISBN 2-86744-305-9)
  - Le Colonel des Zouaves, P.O.L, 1997  (ISBN 2-86744-550-7) (mise en scène et adaptation de Ludovic Lagarde, 1998)
  - Retour définitif et durable de l'être aimé, P.O.L, 2002  (ISBN 2-86744-728-3) (mise en scène et adaptation de Ludovic Lagarde, 2002)
- Fairy queen, P.O.L, 2002  (ISBN 2-86744-908-1) (Mise en scène et adaptation de Ludovic Lagarde, 2004)
- Un nid pour quoi faire, P.O.L, 2007  (ISBN 9782-84682-171-1)
- Un mage en été, P.O.L, 2010  (ISBN 978-2-8180-0478-4)
- Providence, P.O.L, 2014  (ISBN 978-2-8180-2014-2)
- Histoire de la littérature récente – Tome I, P.O.L, 2016  (ISBN 978-2-84682-231-2)
- Histoire de la littérature récente – Tome II, P.O.L, 2017  (ISBN 978-2-8180-4173-4)
- Médecine générale, P.O.L, 2021  (ISBN 978-2-8180-5189-4) – Grand prix de la fiction de la Société des gens de lettres[6].
- Irréparable, P.O.L, 2023
- Pour Mahler, P.O.L, 2024

### Opéra
- Roméo & Juliette, musique de Pascal Dusapin, publié par les éditions Salabert, 1988 (Opéra Montpellier, 1989 ; Festival d’Avignon, 43e édition, Alte Oper, Francfort)

### Théâtre
- Happy Birthday to you, monologue, mise en scène Georg-Maria Pauen, théâtre de l’Athénée, 1988
- Sœurs et Frères, pièce de théâtre, mise en scène Ludovic Lagarde, Théâtre Granit Belfort, 1993 ; Parenthèses, Paris
- L’Anacoluthe, Compagnie des Basors, 1995
- Platonov (adaptation), mise en scène Ludovic Lagarde, 1995
- Le Colonel des zouaves, mise en scène Ludovic Lagarde, 2002, La Manufacture, Nancy ; le Lieu Unique, Nantes ; Nouveau théâtre, Angers ; Théâtre national de la Colline, Paris ; le Trident, Cherbourg ; la Comédie de Reims
- Tourbillons, pièce pour voix seule, musique et mise en scène : Georges Aperghis, Théâtre du Rond-Point, 2010.
- Un mage en été, mise en scène de Ludovic Lagarde, Théâtre du Rond-Point, 2012.

### Lecture
- 14.01.02, CD : Lecture de Retour définitif et durable de l’être aimé, Coproduction : Dernière Bande, Théâtre national de la Colline, P.O.L, 2002

### Traductions
- To be sung, Gertrude Stein, Éditions Actes Sud, Arles, 1995.
- « Psaumes » (avec Marc Sevin), « Cantique des cantiques » (avec Michel Berder), « Osée » (avec Marc Girard) dans La Bible, Paris, Bayard, 2001.
- Katarakt, Rainald Goetz, 2003 (inédit).
- Oui dit le très jeune homme, Gertrude Stein, 2004 (inédit). Mise en scène de Ludovic Lagarde, Festival d'Avignon 2004.
- La Collection, Harold Pinter, 2019. Pour la mise en scène de Ludovic Lagarde au Théâtre national de Bretagne à Rennes.
- Le Roi Lear de Shakespeare édité chez POL en 2022
- La Nuit des rois de Shakespeare chez POL en 2018 chez POL

## Discographie
Participations en tant que parolier (avec Rodolphe Burger comme compositeur) :
- 1998 : Samuel Hall dans Fantaisie Militaire d’Alain Bashung ;
- 2002 : Cantique des Cantiques d’Alain Bashung et Chloé Mons.

Albums communs en collaboration avec Rodolphe Burger :
- 2000 : On n'est pas des indiens, c'est dommage ;
- 2002 : Hôtel Robinson ;
- 2013 : Psychopharmaka.

## Prix et distinctions
- Prix SACD 2003 : Prix Nouveau Talent Théâtre de la SACD.
- Grand prix de la fiction de la Société des gens de lettres 2021[6] pour Médecine générale

#### Thèses
- La possibilité du choc : invention littéraire et résistance politique dans les œuvres d'Olivier Cadiot et de Nathalie Quintane, thèse de doctorat Lettres modernes de Alain Farah, sous la direction de Jean-Marie Gleize et Jean-François Chassay, Lyon, École normale supérieure lettres et sciences humaines en cotutelle avec Montréal, Université du Québec, soutenance en 2009.
- Le système cadiot : l'hétérogène dans le champ de l'expérience, thèse de doctorat Littératures française et francophone de Anne Esrelle Woelfel, sous la direction de Michel Braud, Pau, École doctorale sciences sociales et humanité, soutenance en 2014.
- Seuls, ensemble : fabrique des appartenances et imaginaires de la communauté dans des récits contemporains français : (Marie NDiaye, Laurent Mauvignier, Maylis de Kerangal, Arno Bertina, Olivier Cadiot), thèse de doctorat Lettres modernes de Chloé Brendlé, sous la direction de Dominique Rabaté, École doctorale Langue, littérature, image, civilisations et sciences humaines, soutenance 2017.

#### Dictionnaire
- Philippe François, « Olivier Cadiot », in Patrick Cabanel et André Encrevé (dir.), Dictionnaire biographique des protestants français de 1787 à nos jours, tome 1, Paris, Les Éditions de Paris Max Chaleil, 2015, p. 549-550

#### Autres
- Jacques Morice, « Le cas Cadiot. Olivier Cadiot, poète polymorphe, burlesque et inventif », Télérama, no 2721, 6 mars 2002, p. 66–68.
- Xavier Person, « Olivier Cadiot », Le Matricule des Anges, no 41, novembre-décembre 2002, p. 14–23.
- Michel Gauthier, Olivier Cadiot, le facteur vitesse, Dijon, Les Presses du réel, coll. « L'espace littéraire », 2004.
- Dominique Rabaté et Pierre Zaoui (dir.), Lire Olivier Cadiot (publié à la suite du colloque « Olivier Cadiot – Expérience morte, expérimentez ! » à l'Université Paris-Diderot, du 30 septembre au 2 octobre 2015), Dijon, Les Presses du réel, 2020 (textes de Emmanuel Bouju, Chloé Brendlé, Jean-Patrice Courtois, François Cusset, Dominique Dupart, Johan Faeber, Alain Farah, Michel Gauthier, Gwendoline Hönig, Éric Loret, Éric Mangion, Dominique Rabaté, Lise Wajeman, Anne Woelfel, Pierre Zaoui, Laurent Zimmermann).
- Alain Farah, Le Gala des incomparables. Invention et resistance chez Olivier Cadiot et Nathalie Quintane, Classique Garnier, 2013